# Karaimi

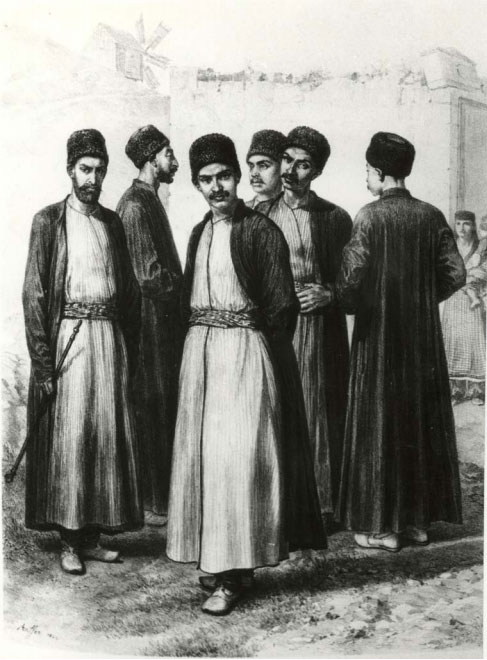
Karaimi krymscy w tradycyjnych strojach (XIX-wieczna rycina)

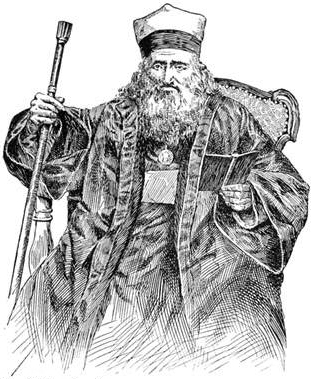
XIX-wieczny duchowy przywódca karaimski (hazzan) – Awraham ben Szmuel Firkowicz

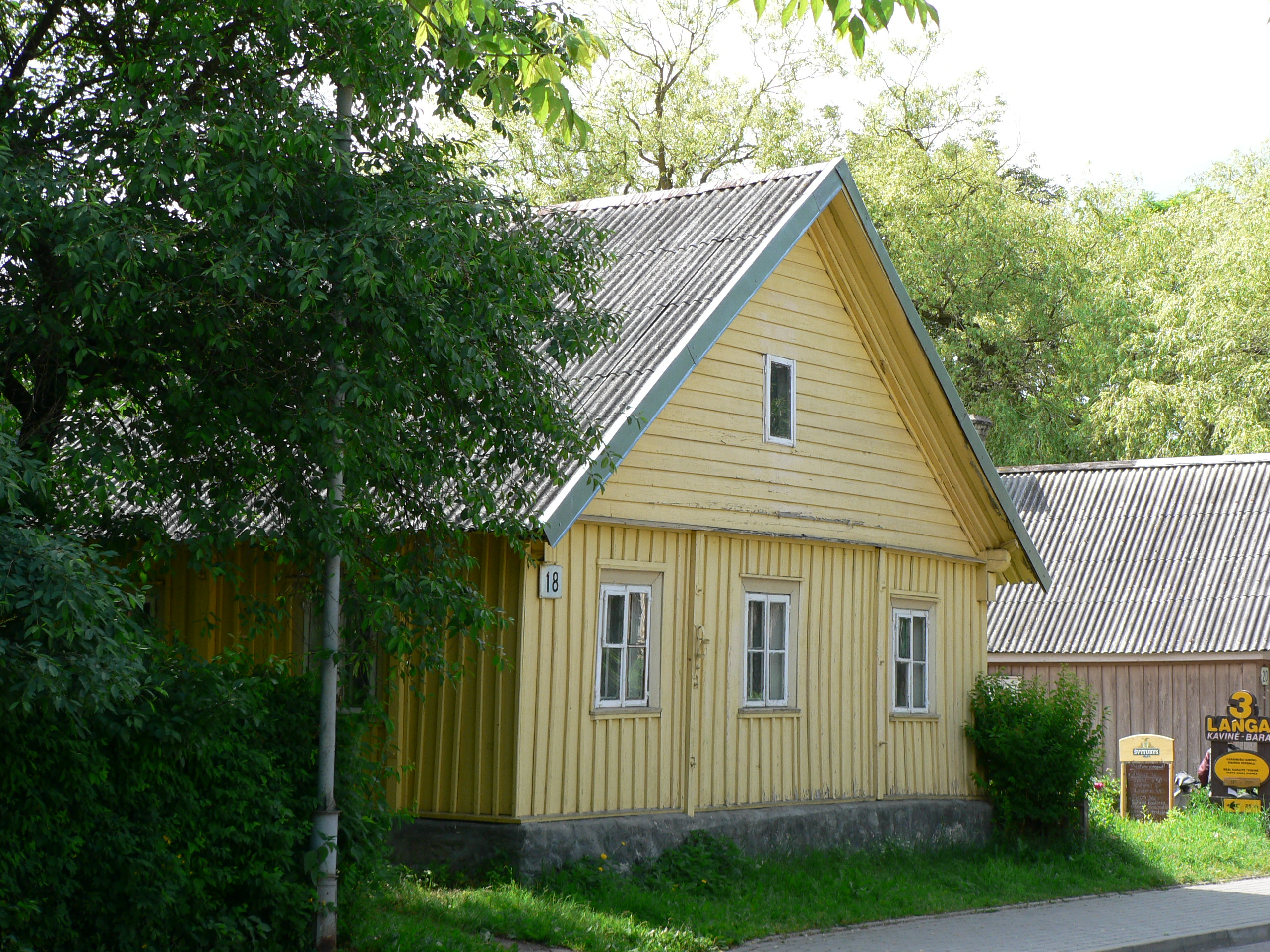
Tradycyjny karaimski dom w Trokach

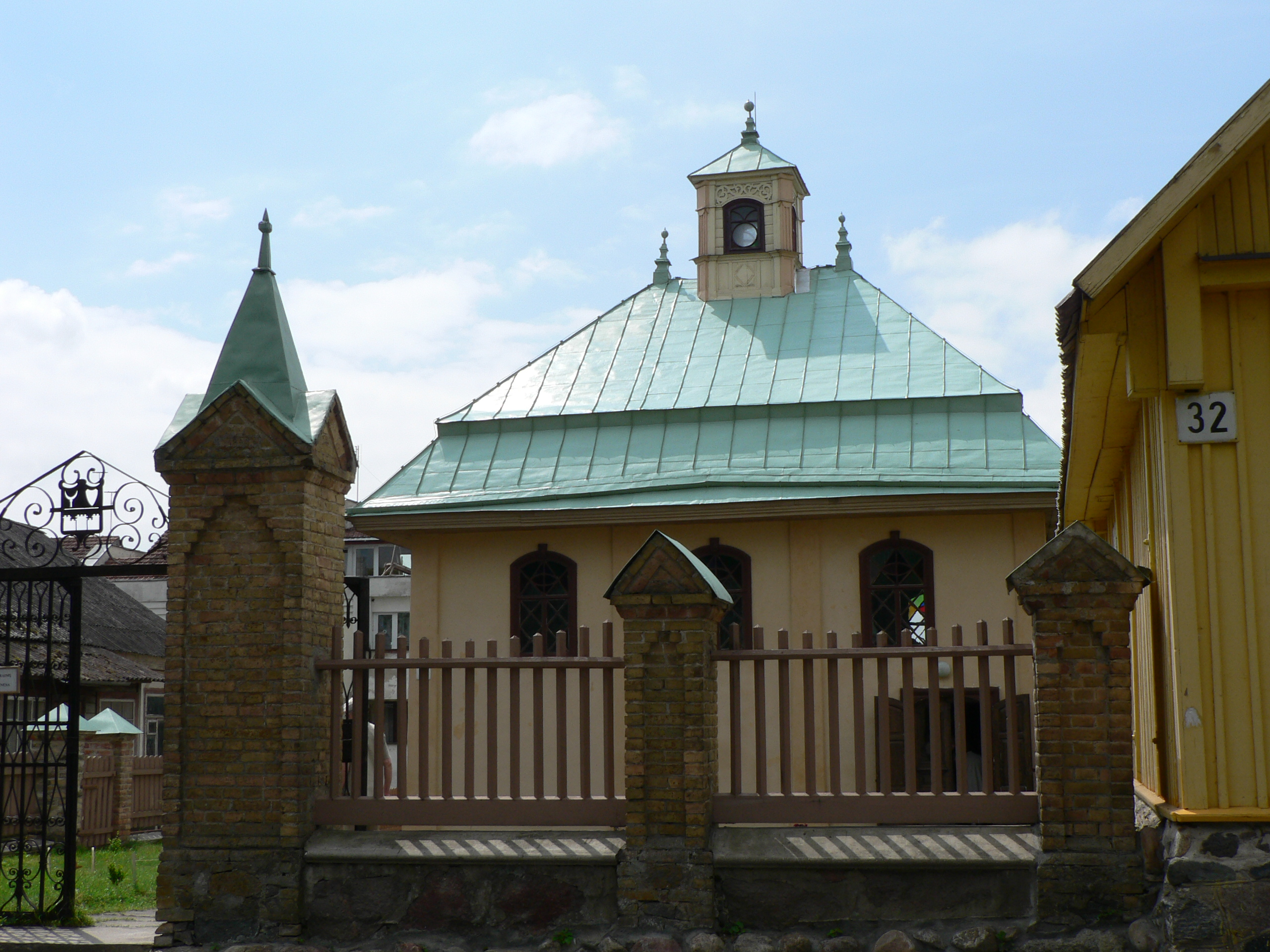
Kienesa w Trokach

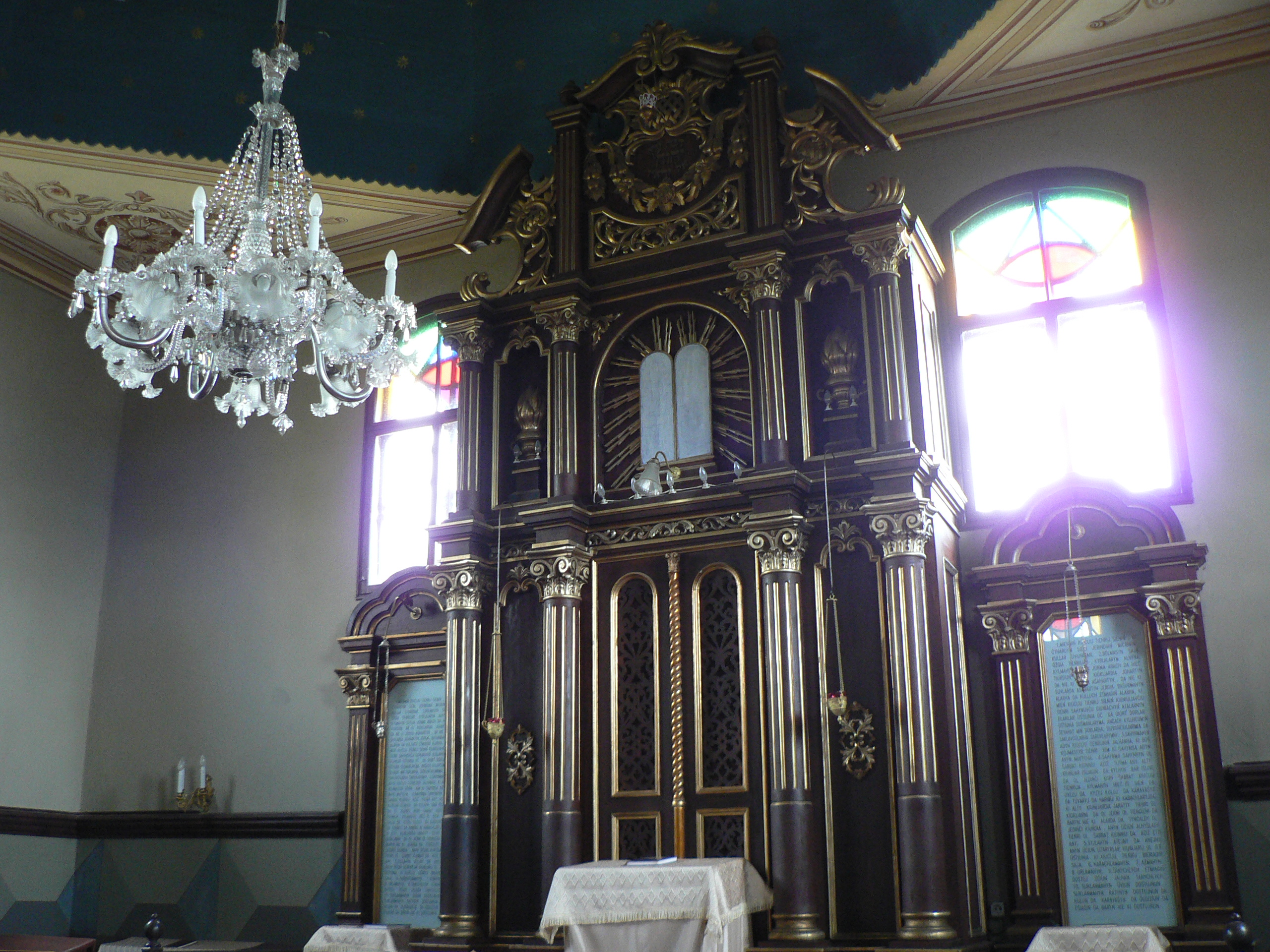
Echał w kienesie w Trokach

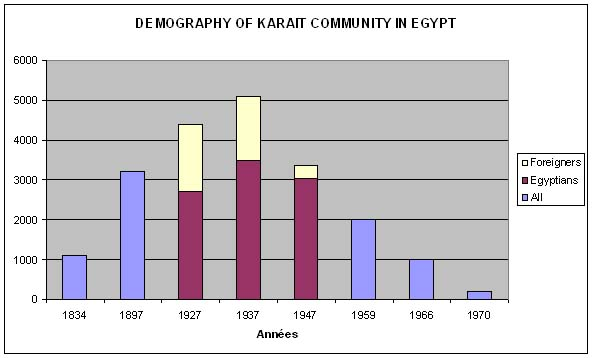
Zmiany liczebności populacji karaimskiej w Egipcie w XX wieku

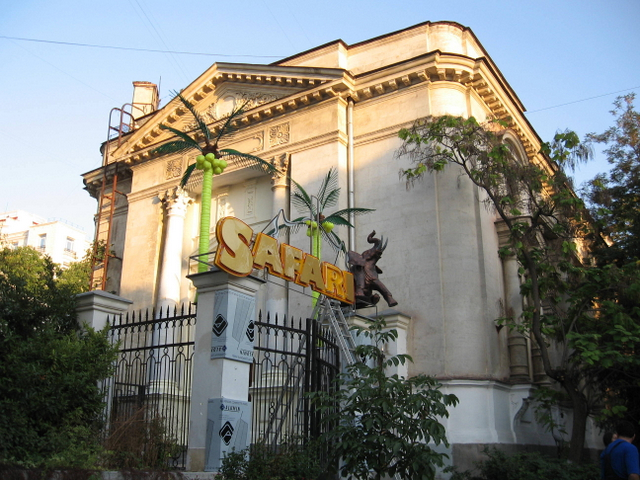
Kienesa w Sewastopolu (Krym)

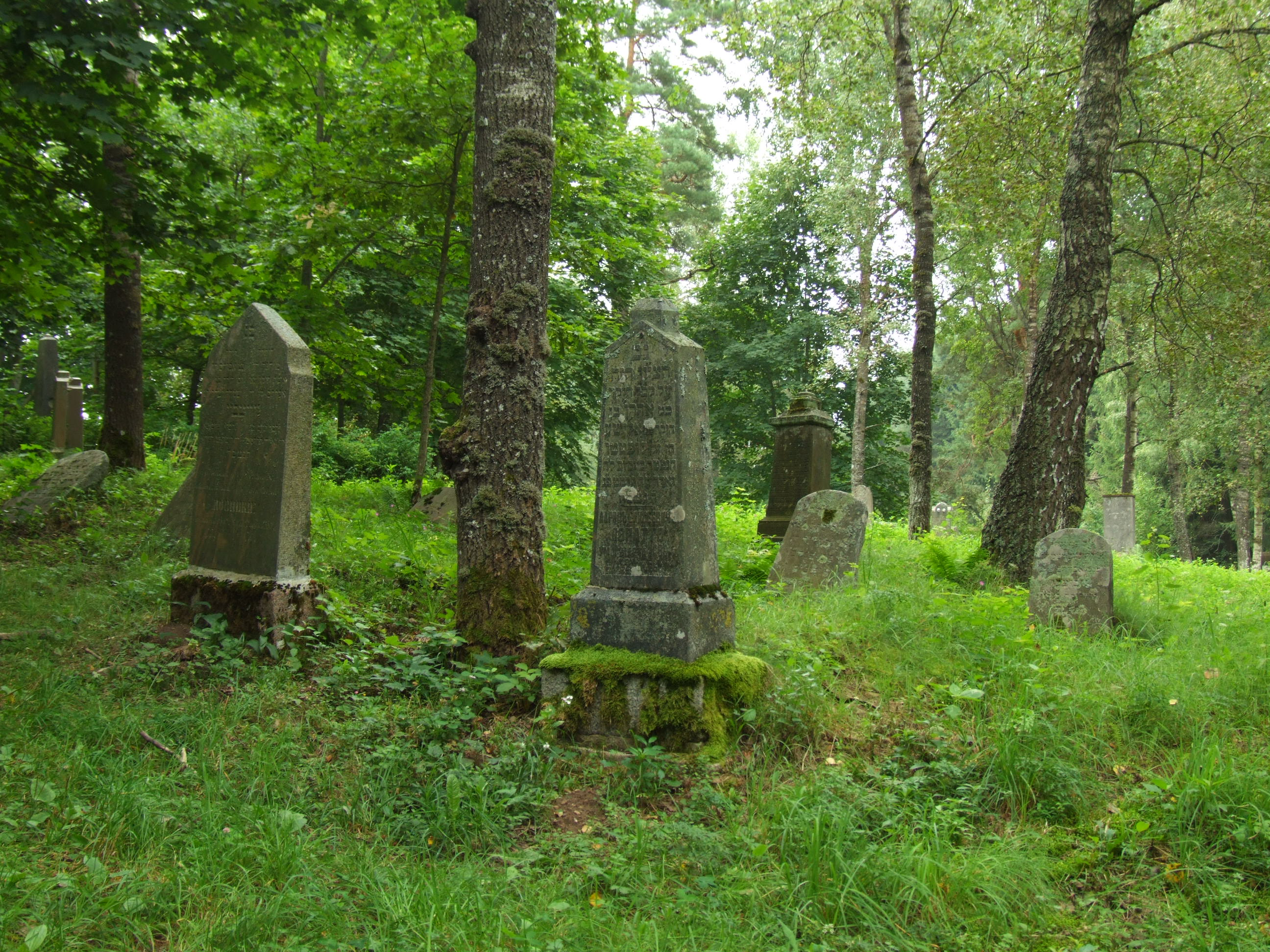
Cmentarz karaimski w Trokach

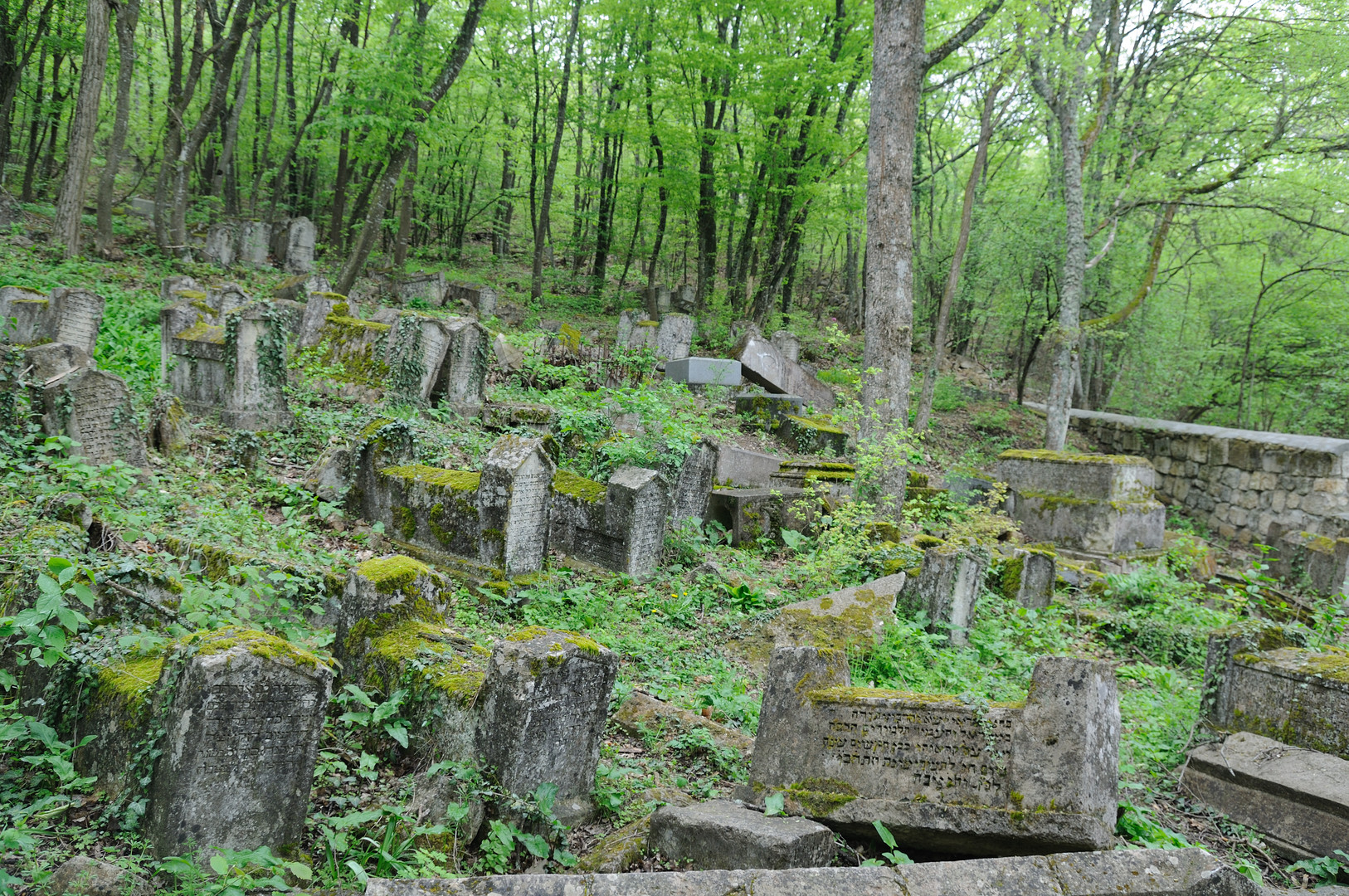
Cmentarz karaimski w Bakczysaraju na Krymie.

Karaimi, Karaici, dawniej Karaimowie (hebr. קראים kara’im – czytający) – grupa etniczna i religijna, licząca kilka tysięcy osób, spośród których ok. 1600 żyje w Europie, kilkuset do kilku tysięcy w Izraelu, a mniejsze grupy także m.in. w Turcji, Egipcie i USA. Ich religia narodowa to karaimizm.

## Nazwa
Nazwa ta ma dwojakie, powiązane ze sobą, ale nie tożsame znaczenia: etnonim grupy jest zarazem konfesjonimem, tj. odnosi się zarówno do członków karaimskiej grupy etnicznej (Karaimów, pisanych wielką literą), jak i do wyznawców religii karaimskiej (karaimów, pisanych małą literą), będących różnego pochodzenia etnicznego.

## Pochodzenie etniczne
Pochodzenie etniczne Karaimów stanowi przedmiot dyskusji naukowej od połowy XIX wieku. Według współczesnych wschodnioeuropejskich Karaimów tylko Karaimi zamieszkujący dawniej Bliski Wschód (Egipt, Irak i Syrię), a obecnie Izrael i USA, czyli tzw. Karaimi orientalni są pochodzenia semickiego, podczas gdy znaczna część Karaimów wschodnioeuropejskich (Ukraina, Litwa, Polska i Rosja) ma pochodzenie tureckie, a drobna część posiada słowiańską etnogenezę. Jest to jednak pogląd nieakceptowany przez większość współczesnych badaczy karaimizmu, jak również nieobecny w pracach samych Karaimów sprzed lat 20. XX wieku, kiedy to dokonał swoich reform Hadżi Seraja Szapszał.

## Język
Karaimi posługują się zwykle językiem kraju swojego zamieszkania, jednak wschodnioeuropejscy Karaimi zachowali też powstały na Krymie język karaimski, należący do kipczackiej podgrupy języków tureckich. Językiem karaimskiej liturgii (i literatury) jest hebrajski, na Krymie, na Litwie i w Polsce używa się dziś w tym celu głównie karaimskiego.

## Religia
Karaimi wyznają karaimizm – religię, której początki sięgają okresu Pierwszej Świątyni. Jako odrębna religia wyłoniła się ostatecznie na przełomie VII i VIII w. z judaizmu. Kodyfikatorem założeń karaimizmu był Anan ben Dawid z Basry, który uformował stronnictwo polityczno-społeczne, kontestujące autorytety judaizmu i zasady rządzące żydowskim społeczeństwem po upadku Drugiej Świątyni. Stronnictwo to wchłonęło inne żydowskie ruchy heterodoksyjne, obecne wtedy w Babilonie – w tym również grupy wywodzące się z tradycji saduceuszy – i przerodziło się dość szybko w nowy ruch religijny, negujący autorytet rabinów oraz ich głównego dzieła, Talmudu. Karaimi postanowili uznawać tylko tradycję pisaną, tj. Tanach, w szczególności Pięcioksiąg Mojżeszowy, oraz określani byli jako kontynuatorzy odłamu saduceuszy – w opozycji do rabinów jako kontynuatorów faryzeuszy. Karaimizm początkowo miał charakter wybitnie misyjny, lecz w wyniku narastania (począwszy od XIII wieku) słabości wewnętrznych religia ta nie zyskała nigdy znacznych wpływów.
Obecnie w wyniku ustaleń głównych rabinów Izraela karaimom przysługuje prawo powrotu (czyli prawo do izraelskiego obywatelstwa należne każdemu, kto ma przynajmniej jednego dziadka lub babkę żydowskiego pochodzenia i nie praktykuje innej religii niż judaizm), jednak ortodoksyjna społeczność z powodu odmiennej tradycji halachicznej, dotyczącej zawierania ślubów, nie uznaje ważności małżeństw karaimskich. Życie religijne karaimów izraelskich reguluje Moacet Hachamim, czyli „rada mędrców”, natomiast poza Izraelem religia Karaimów – tak jak judaizm – nie jest scentralizowana, a wierni spotykają się w najbliższych ich miejscu zamieszkania kienesach.
W lipcu 2007 r. po raz pierwszy od 1465 r., gdy na karaimizm przeszła w Kairze grupa chrześcijan z Hiszpanii, odbyła się kolejna grupowa konwersja kilkunastu chrześcijan z różnych krajów na karaimizm. Doszło do niej w Daly City w Kalifornii. W ten sposób współcześni Karaimi zmienili wielowiekowe negatywne stanowisko wobec przyjmowania w swoje szeregi nowych wyznawców. Konwersja z 2007 r. została dokonana pod kierownictwem izraelskiej Moacet Hachamim.
Podstawowym źródłem wiary karaimskiej jest Tora. Mojżesz jest uznawany za największego proroka („głowę” innych proroków), lecz wielkim uznaniem cieszą się także księgi Izajasza i Jeremiasza. Religia karaimska na co dzień zasadza się przede wszystkim na Dekalogu oraz na dziesięciu następujących artykułach wiary:
1. Wszechmocny Bóg istnieje odwiecznie.
2. Jedność i potęga boska nie mogą być przyrównane do żadnej istoty i są niepojętne dla rozumu ludzkiego.
3. Wszystko co istnieje, od aniołów począwszy, a na najniższych istotach skończywszy, zostało stworzone przez Boga.
4. Opatrzność Boża czuwa nad każdą istotą.
5. Bóg natchnął duchem proroczym Mojżesza i przez niego zesłał prawo.
6. Pięcioksięgu ani zawartych w nim Dziesięciorga Przykazań nie można zmienić ani uzupełnić.
7. Prorocy zawsze byli natchnieni duchem Bożym.
8. Bóg wyznaczył każdemu człowiekowi nagrodę i karę podług zasług i przewinień jego.
9. Wskrzeszenie zmarłych nastąpi w dniu Sądu Ostatecznego.
10. Bóg wybawi świat poprzez zesłanie Mesjasza.

Modlitwa karaimska składa się z trzech części:
1. Pochwała Boga;
2. Wyrażenie wdzięczności Bogu;
3. Prośba o wybaczenie grzechów oraz o dobrodziejstwo na przyszłość.

Podstawą liturgii karaimskiej są w odróżnieniu od judaizmu psalmy. Spowiedź jest powszechna, ale grzechy nie są wyjawiane przed innymi, także przed duchownymi.

## Obszary zamieszkiwania
Według pierwszych historyków karaimskich (al-Kirkisani, al-Nahawandi, al-Kumisi) do X wieku karaimi mieszkali na terenie dzisiejszego Iraku, Iranu i Izraela, a do czasów Pierwszej Krucjaty ich stolicą duchową i intelektualną była Jerozolima. W X wieku zaczęli osiedlać się też w granicach Bizancjum, w Kairze i na terenach państwa Seldżuków, na Krymie, a od XIII wieku – w wielu miejscach na północ i północny zachód od Krymu. To właśnie ci wschodnioeuropejscy Karaimi dali początek Karaimom, którzy w XVI wieku przejęli rolę intelektualnych i duchowych przywódców całej karaimskiej społeczności.
Próba oszacowania liczebności populacji Karaimów w XVII wieku w skali międzynarodowej (Janusz, 1927) dała liczbę 4430, z czego 2000 miało przypadać na Polskę
W XXI stuleciu (2022) Karaimi zamieszkują w niewielkich skupiskach w Rosji, na Ukrainie i Litwie, w Polsce i w Izraelu, natomiast pozostali Karaimi mieszkają w Turcji, Egipcie, na całym Bliskim Wschodzie, w obu Amerykach, Europie Zachodniej i Australii.
Osoby znane jako Karaimi: Aaron Ben Eliasz, Solomon Krym, Abraham Bezikowicz, Mykolas Firkovicius, Halina Kobeckaitė, Abraham Firkowicz.

## Karaimi w Polsce
W Polsce mieszka obecnie – według różnych danych – od kilkudziesięciu do kilkuset Karaimów; według spisu powszechnego z 2002 r. narodowość karaimską zadeklarowały 43 osoby. Liczba ta była jednak zaniżona, gdyż w Karaimskim Związku Religijnym w RP zarejestrowanych było ok. 120 osób. Przyczyną, dla której spis powszechny zaniżył liczebność przedstawicieli tego narodu w Polsce, jest fakt, iż w spisie nie było możliwości wyboru podwójnej tożsamości narodowej. Po umożliwieniu podwójnych deklaracji identyfikacji narodowo-etnicznych w spisie powszechnym z 2011 r. liczba osób deklarujących narodowość karaimską w Polsce wyniosła 346.
Organizacjami zrzeszającymi tę mniejszość są Karaimski Związek Religijny w RP oraz świeckie stowarzyszenie kulturalno-oświatowe – Związek Karaimów Polskich.
Polscy Karaimi to m.in.: Ananiasz Zajączkowski, Ananiasz Rojecki, Rafał Abkowicz, Szymon Firkowicz, Szymon Pilecki, Aleksander Dubiński, Włodzimierz Zajączkowski, Eugeniusz Robaczewski.